# Coryciinae
Coryciinae é uma pequena subtribo da família Orchidaceae, composta por 114 espécies de plantas terrestres divididas por cinco gêneros.
As plantas desta subtribo caracterizam-se por apresentarem raízes tuberosas; com caules geralmente lisos, ou seja, sem a presença de pilosidades, e folhas caulíneas, frequentemente aglomeradas na base do caule. Inflorescência racemosa terminal. A sépala dorsal das flores costuma estar junto às pétalas formando um conjunto elmiforme. O labelo costuma apresentar apêndices muitas vezes maiores que sua lâmina. A coluna apresenta duas polínias sésseis. A floração de Grande parte das espécies parece ser estimulada por incêndios ocasionais e ocorre logo após o final da estação chuvosa. As flores secretam óleo, recolhido por abelhas rediviva, da família Melittidae que nesta atividade polinizam as flores ao levarem as polínias em sua pernas.

## Distribuição
As orquídeas pertencentes a esta subfamília são originárias principalmente da África, com grande concentração na África do Sul, onde boa parte das espécies e todos os gêneros se fazem presentes, e diversas na África tropical. Apenas algumas poucas espécies do gênero Disperis existem na Ásia.

## Taxonomia
A partir de análises moleculares, está claro agora que a subtribo Coryciinae conforme exposta aqui é não é um grupo monofilético pois o gênero Disperis apresenta certa divergência de todos os outros, portanto possivelmente a composição desta subtribo mudará no futuro.